# Kesi
Oliver Kesi Chambuso (født 7. september 1992), bedre kendt under navnet Kesi, er en dansk-tanzaniansk rapkunstner.

## Baggrund
Kesi er født og opvokset på Nørrebro i Danmark. Hans mor er dansk, og hans far er fra Tanzania. Kesi har også en bror som hedder Malik, Malik er skuespiller og medlem af bandet Carl Makungo Collective 

## Karriere
I starten af Kesis karriere promoverede han sig selv via YouTube i genren grime uden om de etablerede pladeselskaber. Han laver sin musik sammen med sine samarbejdspartnere fra B.O.C, som er en gruppe rapartister fra primært Nørrebro. Succes på internettet med bl.a. debutsangen "Byen Sover" førte til en række koncerter og interesse fra etablerede pladeselskaber, og i juli 2011 skrev Kesi som 18-årig kontrakt med pladeselskabet Universal, der i august måned 2011 udsendte Kesis første officielle single "Slem dreng". Samme måned bragte TV 2 et indslag om Kesi, der med pladekontrakten og den hurtige popularitet blev eksponeret i danske medier.
Kesi optrådte i 2011 ved en række koncerter, herunder på Skaterscenen ved Roskilde Festival 2011, Distortion-festivalen og festivallen Sounds 2011.
Kesi udgav senere i 2011 singlen "Født I Dag", der var produceret af Benny Jamz fra B.O.C, der desuden også medvirker på singlen. Den 27. februar 2012 udkom hans debutalbum "Bomber Over Centrum", som indeholder gæstevers fra både etablerede rappere, som Ataf og Orgi-E, men også fra rappere fra hans crew B.O.C.
I august-september 2012 startede Kesi og B.O.C deres eget pladeselskab UROPA (Ung, rig og pisse arrogant).
I 2014 udgav Kesi singlen "Søvnløs", der opnåede en førsteplads på den danske hitliste.
Onkel K, som også er rapper, hjalp Kesi ved at introducere ham til musikmiljøet og give ham råd og vejledning. Han fungerede som en mentor og gav Kesi mulighed for at optræde og få erfaring. Gennem denne støtte fik Kesi mulighed for at udvikle sit talent og bygge netværk i musikbranchen, hvilket har været afgørende for hans succes som rapper.[kilde mangler]

## Diskografi

### Studiealbummer og EP
| Titel                                      | Album detaljer                                                                                | Certificering | Højeste placering |
| Titel                                      | Album detaljer                                                                                | Certificering | Danmark           |
| ------------------------------------------ | --------------------------------------------------------------------------------------------- | ------------- | ----------------- |
| Bomber over centrum                        | - Udgivet: 27. februar 2012 - Selskab: Universal - Format: CD, download                       | 9             |                   |
| Barn af byen                               | - Udgivet: 22. juni 2015 - Selskab: disco:wax - Format: Download                              | 3             | - Guld            |
| 888 (EP)                                   | - Udgivet: 6. september 2019 - Selskab: disco:wax - Format: Download                          | 2             |                   |
| BO4L                                       | - Udgivet: 31. juli 2020 - Selskab: disco:wax og MXIII - Format: Download                     | 1             |                   |
| 72 Timer (EP)                              | - Udgivet: 13. november 2020 - Selskab: disco:wax, Cannibal Records, MXIII - Format: Download | 7             |                   |
| Mere End Musik (Benny Jamz, Gilli og Kesi) | - Udgivet: 18. juni 2021 - Selskab: disco:wax og MXIII - Format: Download                     |               |                   |
| 30 Somre                                   | - Udgivet: 17 juni 2022 - Selskab: MXIII og Universal - Format: Download                      |               |                   |
| TILLYKKE                                   | - Udgivet: 6. september 2023 - Selskab: MXIII og Universal - Format: Download                 |               |                   |
| FOMO 88.8 FM                               | - Udgivet: 8. august 2024 - Selskab: MXIII og Universal Format: Download                      |               |                   |

### Mixtape
- Ung hertug (2013)[11]

### Singler
| År   | Titel                                         | Højeste placering | Certificering        |
| År   | Titel                                         | Danmark           | Certificering        |
| ---- | --------------------------------------------- | ----------------- | -------------------- |
| 2011 | "Slem dreng"                                  | 10                |                      |
| 2011 | "Født i dag"                                  | 30                |                      |
| 2012 | "Ku godt"                                     | 9                 | - Platin (streaming) |
| 2012 | "Gadehjørne" (feat. Gilli & Mass Ebdrup)      | 17                | - Guld (streaming)   |
| 2014 | "Ik brug for" (feat. Højer Øye og Gilli)      | —                 |                      |
| 2014 | "Søvnløs"                                     | 1                 | - 2× Platin          |
| 2015 | "Dumme penge" (feat. Don Stefano)             | —                 | - Guld               |
| 2015 | "Vors" (feat. Sivas og Gilli)                 | —                 |                      |
| 2015 | "Dig og mig" (feat. Ukendt Kunstner)          | —                 |                      |
| 2015 | "Koldt blod" (feat. Barbara Moleko)           | —                 |                      |
| 2016 | "Habibi"                                      | —                 |                      |
| 2017 | "God Dag"                                     | 9                 | - Platin             |
| 2017 | "Consigliere" (feat. Gilli)                   | 11                | - Guld               |
| 2017 | "Mamacita" (feat. Benny Jamz)                 | 5                 | - Platin             |
| 2017 | "Op" (feat. Gilli og Benny Jamz)              | 4                 | - Guld               |
| 2017 | "Designer" (feat. Gilli)                      | 5                 |                      |
| 2017 | "Følelsen""                                   | 1                 | - Platin             |
| 2018 | "Ligesom mig"                                 | 1                 | - Guld               |
| 2018 | "Kom over"                                    | 1                 | - Platin             |
| 2018 | "Ekstra"                                      | 3                 |                      |
| 2018 | "Su Casa" (feat. Gilli)                       | 1                 |                      |
| 2019 | "X"                                           | 1                 |                      |
| 2019 | "Pengedans"                                   | 3                 |                      |
| 2020 | "Tilbage" (feat. Hennedub)                    | 2                 |                      |
| 2020 | "Blå himmel" (feat. Hans Philip)              | 1                 |                      |
| 2021 | "Er her" (Artigeardit x Kesi)                 | 1                 |                      |
| 2021 | "Hajde" (Benny Jamz, Gilli, Kesi feat. B.O.C) | 3                 |                      |
| 2021 | "Ibiza" (Benny Jamz, Gilli, Kesi feat. B.O.C) | 1                 |                      |